# (9090) Chirotenmondai
(9090) Chirotenmondai (1995 UW8) – planetoida z grupy pasa głównego asteroid okrążająca Słońce w ciągu 4,56 lat w średniej odległości 2,75 au. Odkryta 28 października 1995 roku.